# Al-Wusta (Oman)
Al-Wusta (arabisch المحافظة الوسطى, DMG al-Muḥāfaẓa al-wusṭā ‚das zentrale Gouvernement‘) ist eines der elf Gouvernements des Oman. Seine Hauptstadt ist Haima. Errichtet wurde das Gouvernement durch eine Gebietsreform aus dem Jahre 2011.
Das Gouvernement ist in vier Wilayat unterteilt: al-Dschazir, Duqm, Muhut und Haima.

## Geographische Lage
| az-Zahira                               | ad-Dachiliyya                               | Schamal asch-Scharqiyya, Dschanub asch-Scharqiyya |
| Saudi-Arabien (Provinz asch-Scharqiyya) | Kompassrose, die auf Nachbargemeinden zeigt | Indischer Ozean                                   |
| Dhofar                                  | Indischer Ozean                             | Indischer Ozean                                   |